# Phthiracarus borealis
Phthiracarus borealis är en kvalsterart som först beskrevs av Trägårdh 1910.  Phthiracarus borealis ingår i släktet Phthiracarus och familjen Phthiracaridae. Arten är reproducerande i Sverige. Inga underarter finns listade i Catalogue of Life.